# Heteroneures

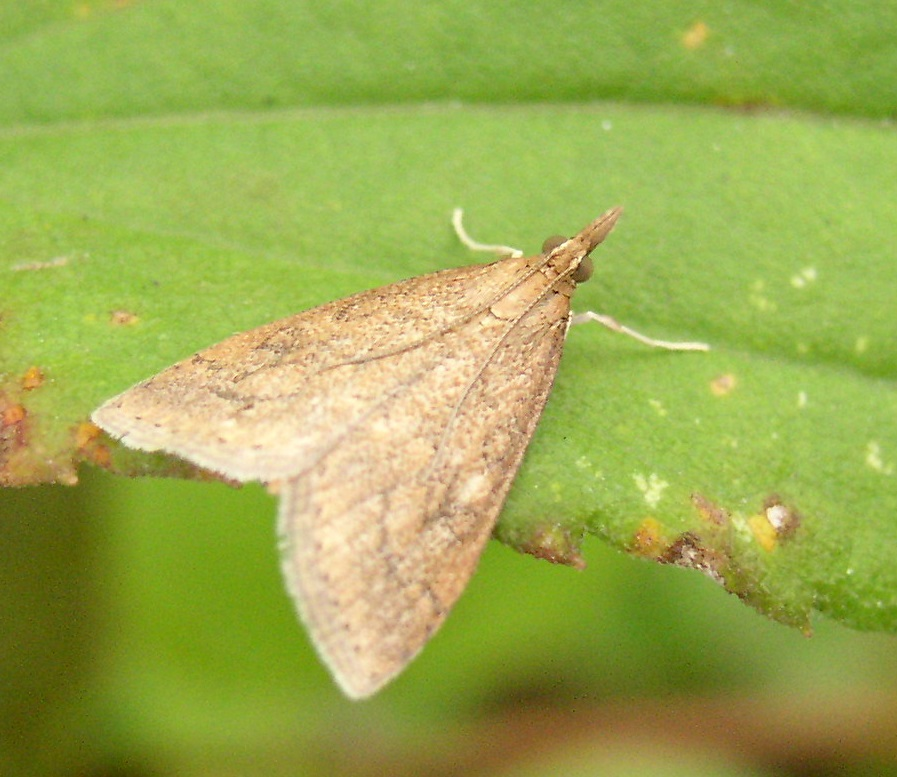
Udea rubigalis, familia Crambidae

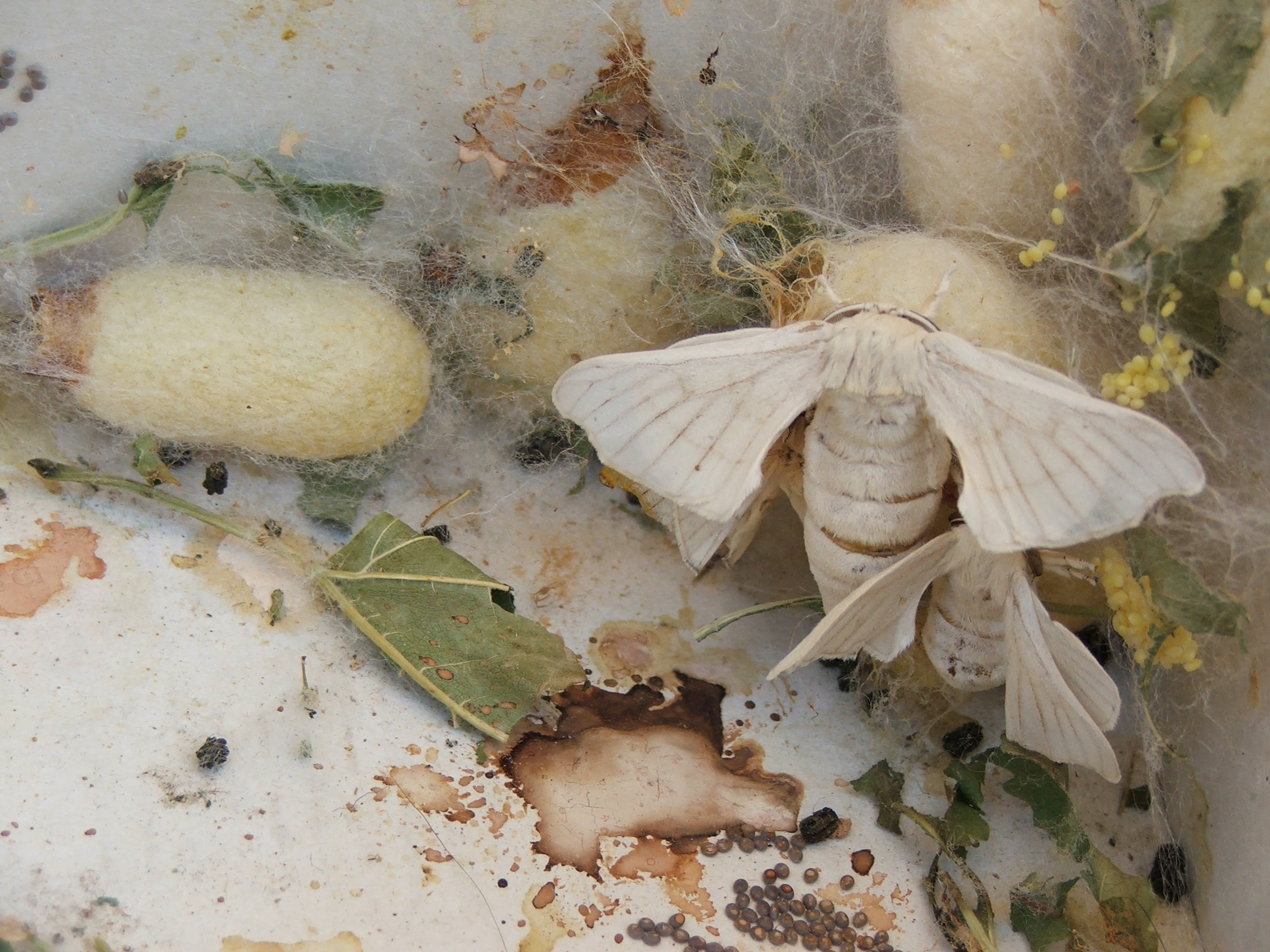
Bombyx mori, familia Bombycidae

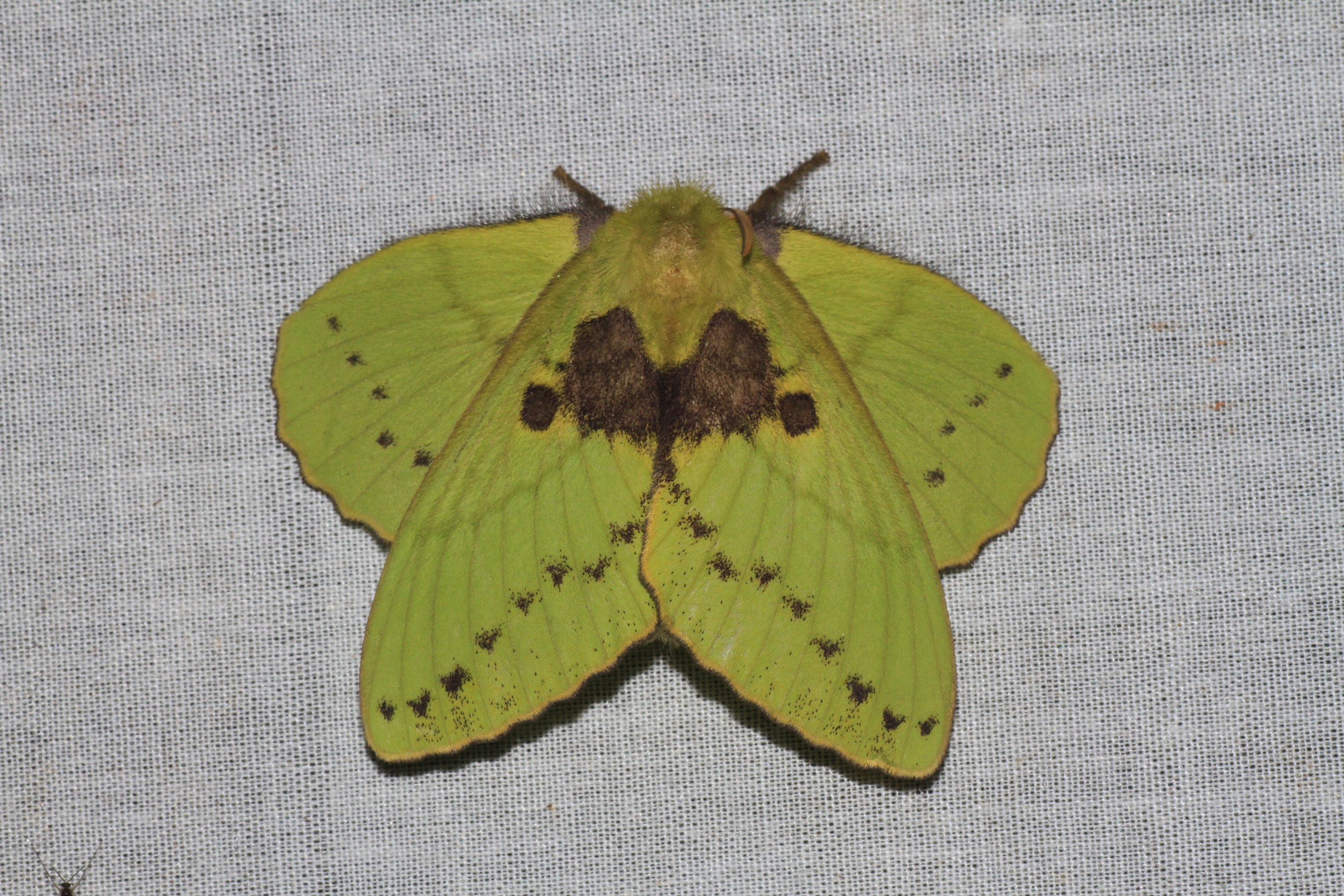
Trabala ganesha, familia Lasiocampidae

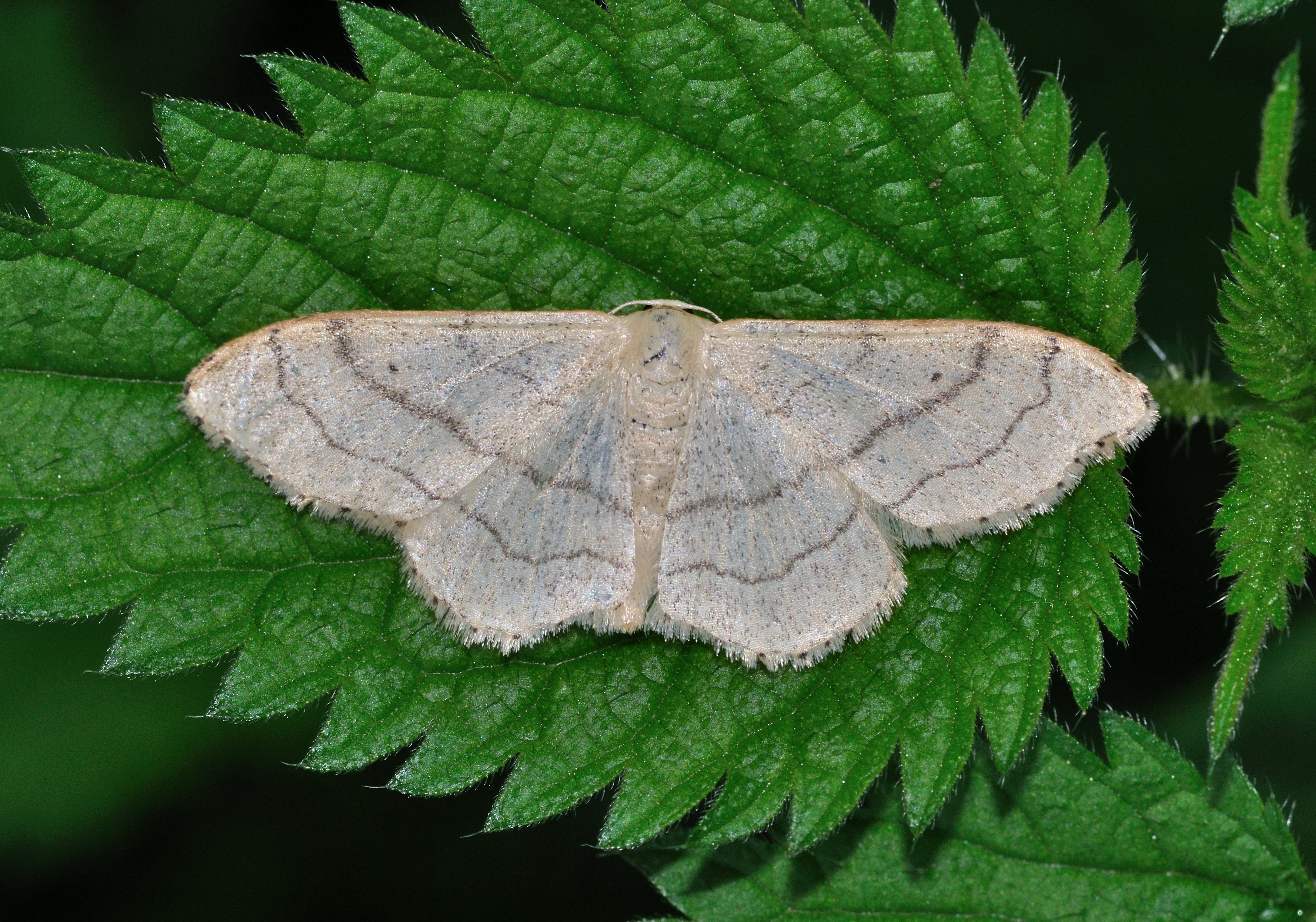
Idaea aversata, familia Geometridae

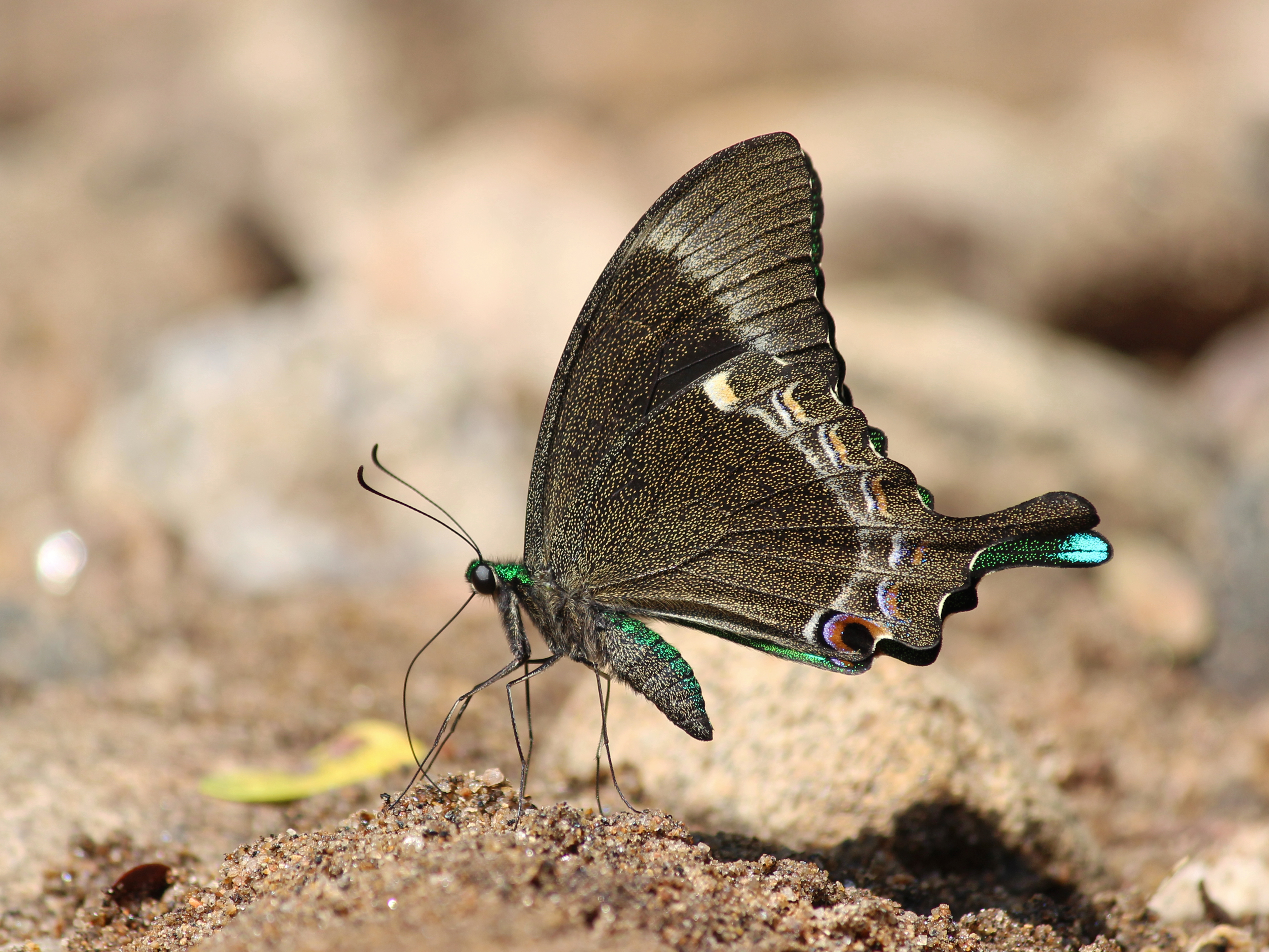
Papilio crino, familia Papilionidae

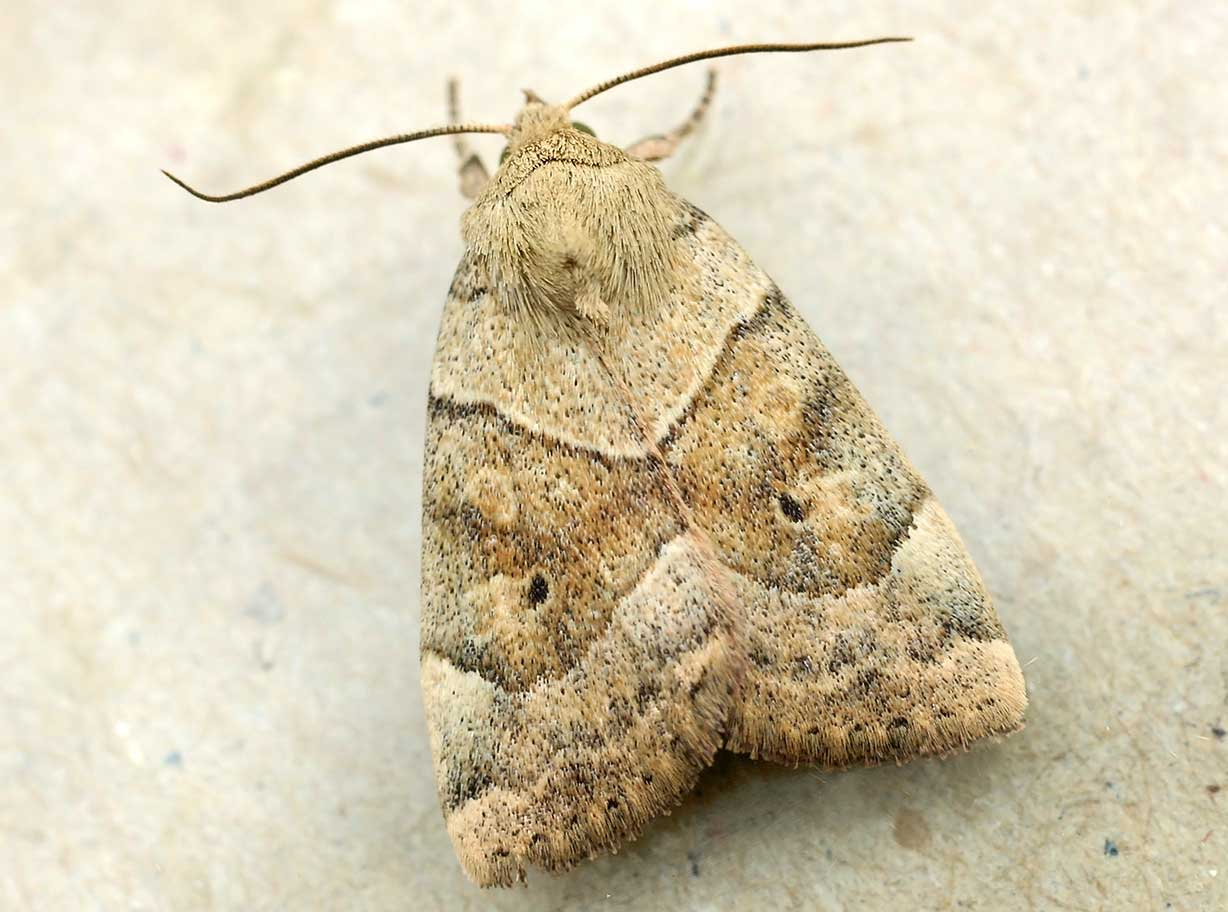
Cosmia trapezina, familia Noctuidae

Els heteroneures (Heteroneura) són un infraordre de lepidòpters glossats que inclou el 99% de totes les papallones diürnes i nocturnes (arnes). Són un clade (grup natural), i el seu grup germà és l'infraordre Exoporia.

## Característiques
Els heteroneures es caracteritzen perquè la disposició de les venes de les ales anteriors és diferent de la de les ales posteriors, d'on deriva el seu nom.

## Taxonomia
La taxonomia dels heteroneures es complexa; de manera simplificada es por dir que els heteroneures es subdivideixen en "no-ditrisis" (tàxon en desús que s'anomenava Monotrysia) i ditrisis:
"no-ditrisis"
- Superfamília Adeloidea Bruand, 1850
- Superfamília Andesianoidea Davis & Gentili, 2003
- Superfamília Nepticuloidea Stainton, 1854
- Superfamília Palaephatoidea Davis, 1986
- Superfamília Tischerioidea Spuler, 1898

Clade Ditrysia
- Superfamília Tineoidea Latreille, 1810
- Superfamília Gracillarioidea Stainton, 1854
- Superfamília Yponomeutoidea Stephens, 1829
- Superfamília Simaethistoidea Minet, 1991
- Superfamília Gelechioidea Stainton, 1854
- Superfamília Alucitoidea Leach, 1815
- Superfamília Pterophoroidea Latreille, 1802
- Superfamília Carposinoidea Walsingham, 1897
- Superfamília Schreckensteinioidea Fletcher, 1929
- Superfamília Epermenioidea Spuler, 1910
- Superfamília Urodoidea Kyrki, 1988
- Superfamília Immoidea Common, 1979
- Superfamília Choreutoidea Stainton, 1858
- Superfamília Galacticoidea Minet, 1986
- Superfamília Tortricoidea Latreille, 1802
- Superfamília Cossoidea Leach, 1815
- Superfamília Zygaenoidea Latreille, 1809
- Superfamília Whalleyanoidea Minet, 1991
- Superfamília Thyridoidea Herrich-Schäffer, 1846
- Superfamília Hyblaeoidea Hampson, 1903
- Superfamília Calliduloidea Moore, 1877
- Superfamília Papilionoidea Latreille, 1802
- Superfamília Pyraloidea Latreille, 1809
- Superfamília Mimallonoidea Burmeister, 1878
- Superfamília Drepanoidea Boisduval, 1828
- Superfamília Lasiocampoidea Harris, 1841
- Superfamília Bombycoidea Latreille, 1802
- Superfamília Geometroidea Leach, 1815
- Superfamília Noctuoidea Latreille, 1809